# Maholo
Maholo est un village de la région du Centre du Cameroun, situé dans la commune de Nguibassal. 

## Population et développement
En 1962, la population de Maholo était de 106 habitants. La population de Maholo était de 350 habitants dont 180 hommes et 170 femmes, lors du recensement de 2005.     